# Thomas Jermyn (2e baron Jermyn)
Thomas Jermyn, 2e baron Jermyn (10 novembre 1633 - 1er avril 1703) est un homme politique anglais qui siège à la Chambre des communes de 1679 jusqu'à ce qu'il hérite d'une pairie en 1684. 

## Biographie
Il est le fils de Thomas Jermyn (mort en 1659) de Rushbrooke, Suffolk et Rebecca Rodway, dont il hérite Rushbrooke Hall. Il est capitaine d'infanterie à Jersey de 1661 à 1679. De 1662 à 1679, il est lieutenant-gouverneur de Jersey. En 1673, il est élu député de Bury St Edmunds et occupe le siège jusqu'en 1684 date à laquelle il devient baron Jermyn à la mort de son oncle, Henry Jermyn (1er comte de St Albans). Il est gouverneur de Jersey de 1684 jusqu'à sa mort en 1703. Son frère, Henry Jermyn (1er baron Dover) lui succède. 
Il épouse Mary, la fille de Henry Merry de Barton Blount, Derbyshire, en 1659. Ils ont cinq filles: 
- Henrietta, qui épouse Thomas Bond;
- Mary, qui épouse Robert Davers (2e baronnet)
- Merelina, qui épouse, d'une part, Thomas Spring (3e baronnet), et, d'autre part, William Gage, 2e baronnet ;
- Penelope, qui épouse Gray James Grove;
- Delariviera, qui épouse Symonds D'Ewes, 3e baronnet